# Schadijkse bossen
De Schadijkse of Schadijkerbossen (in het dialect: De Schaak) liggen ten noordwesten van het Limburgse plaatsje Meterik, ten westen van Schadijk en ten noorden van het plaatsje America, in de gemeente Horst aan de Maas.

## Ontstaan
Vroeger waren hier uitgestrekte heidevelden. Boeren staken er plaggen en lieten er schapen grazen. Zo ontstonden kale plekken en kreeg de wind vat op het onderliggende zand. Vandaar het heuvelachtige karakter in een groot gedeelte van het bos. Aan het eind van de 19de eeuw ging men de zandverstuivingen te lijf door grote delen te bebossen met grove dennen. En de heidevelden werden omgevormd tot landbouwgebieden. Aan de Bergsteeg ligt nog zo'n zandverstuiving, die lokaal ook wel de zandberg wordt genoemd. Tijdens de Tweede Wereldoorlog diende dit gebied als schuilplaats, onder andere voor studenten en mannelijke inwoners uit dorpen in de omgeving die wilden ontkomen aan de Duitse tewerkstelling. Het herdenkingskruis voor Derk van Assen. Deze verzetsstrijder uit Maastricht weigerde na zijn arrestatie om namen prijs te geven van mede verzetsstrijders. Daarop werd hij in de Schadijkse bossen door de Duitsers gefusilleerd.

## Flora en fauna
In 2007 heeft staatsbosbeheer een groot stuk bos gekapt, om weer open ruimte te creëren waar de heide en het stuifzandlandschap van weleer kunnen herstellen. In dit gebied lopen op dit moment schapen en Hollandse landgeiten rond. Het bosgebied bestaat voor een groot gedeelte uit naaldbomen. Vooral de grove den is hier veel te vinden. Deze werd hier eind 19e eeuw geplant om de mijnbouw te voorzien van stukhout. Het landschap in dit gebied is afwisselend bossen, heidevelden, stuifduinen en akkers.
Bijzondere of veel voorkomende planten zijn: grove den, stekelbrem, jeneverbes, zandblauwtje en de heideplant.
Konijnen, hazen, eekhoorns, vossen, dassen, reeën komen voor in dit gebied. Ook de volgende vogels komen voor: zwarte specht, boomleeuwerik, geelgors, nachtzwaluw, roodborsttapuit, buizer, havik, sperwer, ransuil en bosuil. Insecten die voorkomen in dit gebied: Witte tijger (vlinder), veldsprinkhaan, gevlekte smalboktor, Geringelde smalboktor, zandbij, bloedcicade, zandloopkevers, dagvlinders.
Eind december 2017 trok er een wolf door Nederland. Aangezien deze wolf voorzien was van een zender, hebben ze kunnen constateren dat het dier ook enkele dagen door de Schadijkse bossen heeft rondgestruind.

## Wandel- en fietsroutes
De bossen hebben een oppervlakte van 525 ha, en er zijn verschillende wandeltochten uitgezet welke starten vanuit een van de drie parkeerplaatsen in dit gebied. Parkeerplaatsen: Lorbaan/Naaldhoutweg (America), Meteriksebaan (America) en Bergsteeg/Gusseweg (Meterik). De wandelroutes variëren tussen de 3km en 12km. De parkeerplaats aan de Lorbaan biedt toegang tot een gebied waar honden los kunnen lopen. Tevens start bij deze parkeerplaats een MTB-route van 19km. 